# Kutara spinifera
Kutara spinifera är en insektsart som beskrevs av Zhang och Chen. Kutara spinifera ingår i släktet Kutara och familjen dvärgstritar. Inga underarter finns listade i Catalogue of Life.